# Markus Imhoof

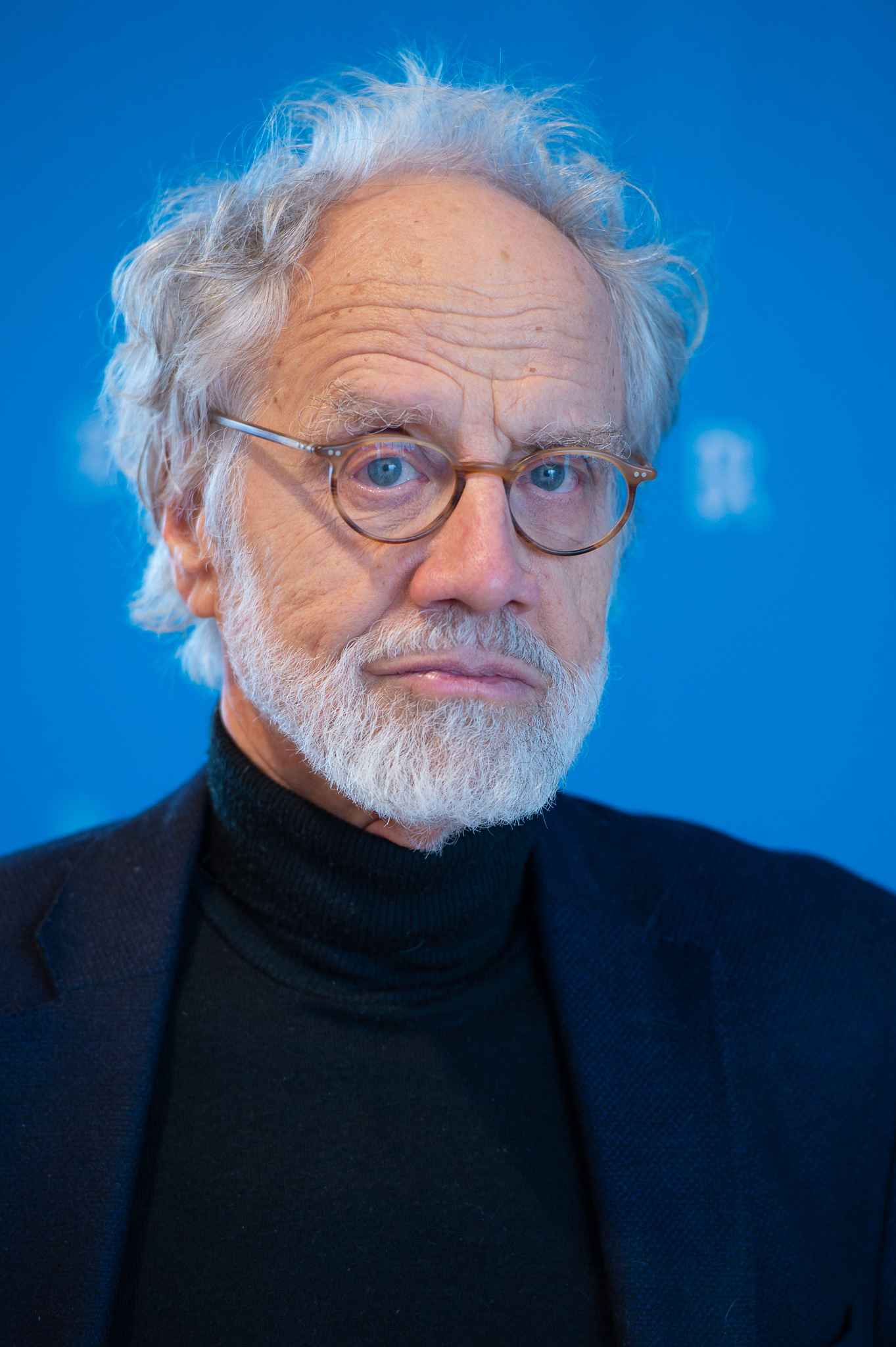
Markus Imhoof (2019)

Markus Imhoof (Winterthur, 19 settembre 1941) è un regista e sceneggiatore svizzero.

## Carriera
Nel 1982 ha ricevuto una nomination ai Premi Oscar 1982 per il film La barca è piena nella categoria miglior film straniero.
Lo stesso film è stato candidato ai National Board of Review Awards 1981 sempre quale miglior film straniero. Sempre grazie a La barca è piena ha vinto l'Orso d'argento per il miglior regista nell'ambito del Festival di Berlino.
Nel 1986, con Die Reise (trad. Il viaggio) ha partecipato alla 43ª Mostra internazionale d'arte cinematografica di Venezia.
A partire dal 1987, parallelamente all'attività cinematografica, si è dedicato al teatro come regista e sceneggiatore.
Ha vinto il David René Clair al David di Donatello 1982.
Nel 2012 il suo documentario Un mondo in pericolo dedicato alle api ha vinto diversi premi.

## Filmografia parziale
- La barca è piena (1981)
- Die Reise (1986)
- Der Berg (1990)
- Le film du cinéma suisse – documentario (1991)
- Flammen im Paradies (1997)
- Un mondo in pericolo (2012)
- Eldorado (2018)